# Jam-Tiosowo
Jam-Tiosowo (ros. Ям-Тёсово) – wieś (dieriewnia) w Rosji, w obwodzie leningradzkim, w rejonie łużskim. W 2010 liczyła 1645 mieszkańców.